# Distintivo de Combate da Artilharia Antiaérea da Luftwaffe
O Distintivo de Combate da Artilharia Antiaérea da Luftwaffe foi uma condecoração militar da Alemanha Nazi durante a Segunda Guerra Mundial, instituída no dia 10 de janeiro de 1941 pelo comandante-em-chefe da Luftwaffe Hermann Göring. Foi criada para comemorar o serviço dos militares que cumpriam o seu dever em combate com artilharia antiaérea.
Desenhada por Wilhelm Ernst Peekhaus, era uma única peça, composta por uma águia da Luftwaffe em cima de uma suástica, um canhão antiaéreo em baixo e, à volta destes, dois ramos com folhas de carvalho. Era usado do lado esquerdo do uniforme, na zona do peito, por baixo da Cruz de Ferro (para aqueles que tinham sido condecorados com uma Cruz de Ferro).